# Manwel Grigorjan

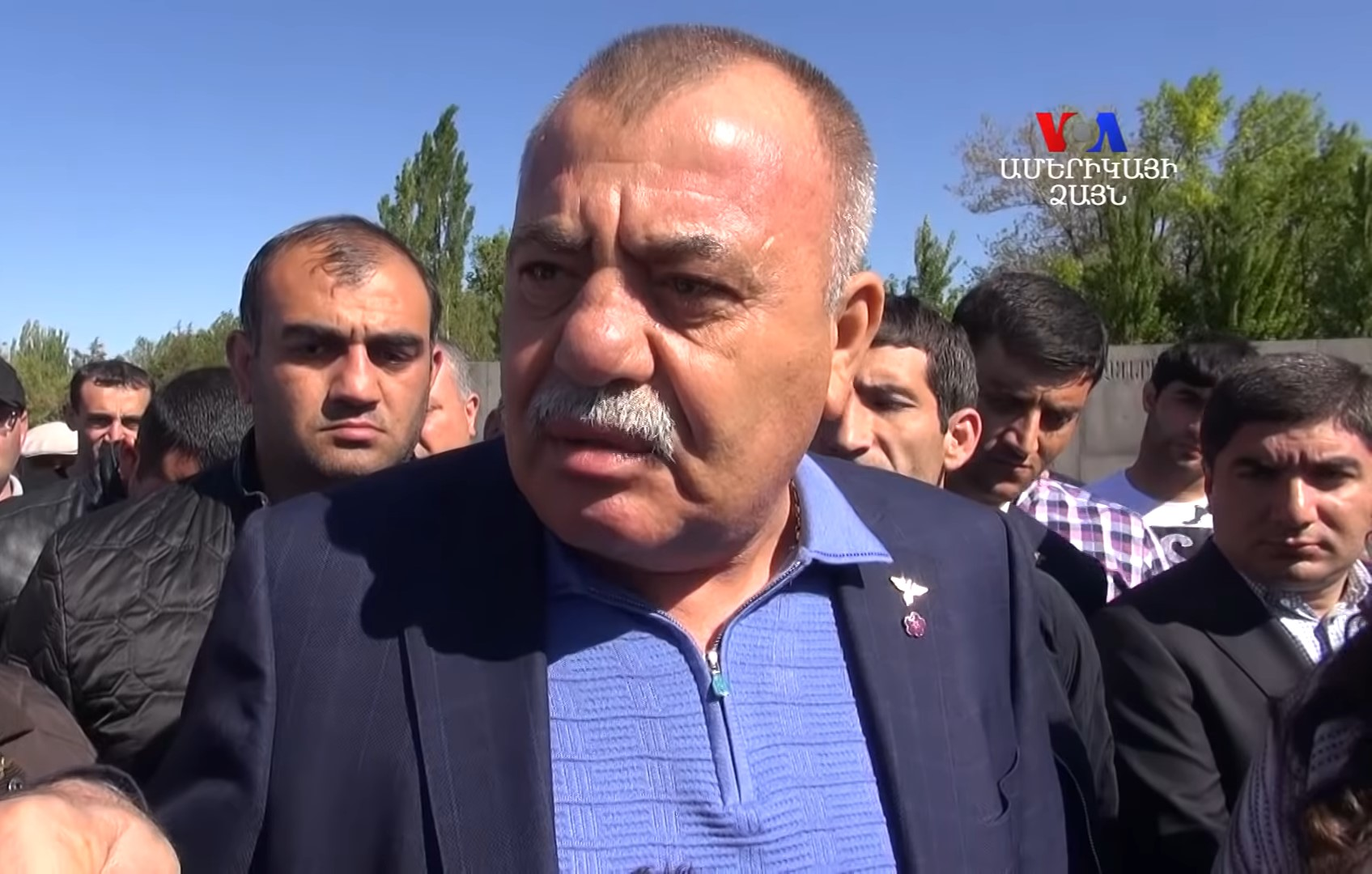
Manwel Grigorjan

Manwel Sektori Grigorjan (armenisch Մանվել Սեկտորի Գրիգորյան, * 14. Juli 1956 in Arschalujs, Rajon Etschmiadsin, Armenische SSR, Sowjetunion; † 19. November 2020 in Jerewan) war ein armenischer General und parteiloser Abgeordneter der Nationalversammlung der Republik Armenien in der Fraktion der Republikanischen Partei.

## Leben
Grigorjan war der Sohn von Sektor Grigorjan. Grigorjan diente zwischen 1975 und 1977 in der sowjetischen Armee und beteiligte sich in den Jahren 1992–1993 als Kommandeur des Freiwilligen Bataillons von Etschmiadsin am Bergkarabachkrieg. 1993 stieg er mit dem Dienstgrad eines Oberstleutnants zum Befehlshaber der 83. Brigade auf. Im selben Jahr absolvierte Grigorjan die Staatliche Universität Arzach in Stepanakert und fünf Jahre später die juristische Fakultät der Staatlichen Universität Jerewan. 1996 durchlief er einen Trainingskurs zum Militärkommandanten in der Militärakademie des Verteidigungsministeriums von Armenien. Anschließend wurde er zum Kommandeur des ersten Militärkorps des armenischen Verteidigungsministeriums ernannt und erhielt den Dienstgrad eines Generalmajors verliehen. 2000 wurde Grigorjan zum stellvertretenden Verteidigungsminister der Republik Armenien berufen und blieb in dieser Position bis 2008.
Im März 2012 wurde Grigorjan auf proportionaler Basis als Kandidat der Republikanischen Partei in die Nationalversammlung Armeniens gewählt.
Am 18. Juni 2018 wurde Grigorjan zusammen mit einer Gruppe hochrangiger Staatsbeamter wegen illegalen Waffen- und Munitionsbesitzes sowie Unterschlagung von Nahrungsmitteln von der armenischen Polizei festgenommen. Am Tag zuvor hatte der Nationale Sicherheitsdienst Armeniens eine Videoaufnahme der Durchsuchung von Grigorjans Luxusvilla und von Lagerhäusern in Jerewan veröffentlicht. Darin waren unter anderem große Mengen sichergestellter illegaler Munition, Dutzende Verpackungen gespendeter Lebensmittel mit der Aufschrift „Für Soldaten“, die während militärischer Zusammenstöße zwischen den armenischen und aserbaidschanischen Armeeeinheiten in Bergkarabach im April 2016 für armenische Soldaten vorgesehen waren, sowie Militärunterwäsche, Hygieneartikel, Bargeld etc. zu sehen. Unter den beschlagnahmten Gegenständen befand sich auch eine große Sammlung alter und moderner Pkw und Motorräder. Ermittlungen ergaben zudem, Grigorjan habe mit gespendeten Nahrungsmitteln für Soldaten die Bären und Tiger seines Privatzoos gefüttert. Nach den skandalösen Enthüllungen und der Inhaftierung Grigorjans wurde sein Sohn Karen Grigorjan zum Rücktritt vom Amt des Bürgermeisters von Etschmiadsin/Wagharschapat gezwungen.
Als Reaktion auf Grigorjans Verhaftung nahm das Außenministerium von Aserbaidschan Stellung und warf Grigorjan Kriegsverbrechen, Plünderung von Eigentum aserbaidschanischer Bevölkerung während der Besetzung der Städte Füzuli und Dschebrajil in Bergkarabach Anfang der 1990er Jahre sowie die Beteiligung am Massaker von Chodschali vor. Die aserbaidschanische Seite bezog sich außerdem auf ein Interview von Grigorjan mit Radio Free Europe aus dem Jahr 2014, in dem er behauptete, mit Hunderten von aserbaidschanischen Kriegsgefangenen aus dem Karabachkrieg nach Armenien zurückgekehrt zu sein. Später soll er sie als Zwangsarbeiter beschäftigt haben.
Am 19. Juni 2018 stimmten die Parlamentsabgeordneten auf Antrag der Staatsanwaltschaft Armeniens mit überwiegender Mehrheit für die Aufhebung von Grigorjans Immunität. Gegen ihn wurde ein Gerichtsverfahren eingeleitet.

## Privat
Manwel Grigorjan war verheiratet; aus der Ehe stammen neun Kinder.
Grigorjan verstarb im November 2020 mit 64 Jahren an einer Krebserkrankung.